# Анісімов Анатолій Васильович
Анато́лій Васи́льович Ані́сімов (15 червня 1948) — український кібернетик, доктор фізико-математичних наук, професор, декан факультету кібернетики Київського національного університету ім. Тараса Шевченка, член-кореспондент НАН України (2009), дійсний член Академії наук вищої школи України.

## Біографічні відомості
Закінчив механіко-математичний факультет КНУ ім. Тараса Шевченка (1965—1970). Захистив дисертацію за темою «Групи та контекстно-вільні граматики» (1972). У 1984 році захистив докторську дисертацію за темою «Рекурсивні перетворювачі інформації».
Асистент (1970—1972), старший викладач (1972—1974), доцент (1974—1977) факультету кібернетики КНУ ім. Т. Шевченка. Завідувач кафедри теоретичної кібернетики (1977—1980), завідувач кафедри математичної лінгвістики (1980—1984). З 1984 року — професор, завідувач кафедри математичної інформатики. З 2004 року — декан факультету кібернетики.
З 1992 року завідувач відділу інтелектуалізації інформаційних технологій Міжнародного науково-навчального центру інформаційних технологій та систем Національної академії наук України. Член бюро відділення інформатики НАН України.
Під час стажування у Стенфордському університеті в 1976—1977, Анатолій Анісімов був слухачем курсу «Мистецтво програмування» Дональда Кнута. Він же є автором передмови до третього видання першого тому впливового багатотомника «Мистецтво програмування» згадуваного вченого російською мовою.
Під його керівництвом захищено 2 докторські та 35 кандидатських дисертацій.

## Нагороди та ґранти
Лауреат премії Національної академії наук України імені Глушкова у галузі кібернетики (1994). Соросівський професорський ґрант (1995—1996). Лауреати Державної премії України в галузі науки і техніки (1988). Заслужений діяч науки і техніки України (2005). Нагорода Ярослава Мудрого АН ВШ України (2006). Лауреат премії НАН України імені С. О. Лебедєва у галузі обчислювальної техніки (2007). Заслужений професор Київського національного університету ім. Тараса Шевченка (2008). Відзнака президії НАН України «За підготовку наукової зміни» (2008). Орден «За заслуги» I ступеня (2025). Лауреат Державної премії України в галузі освіти (2018).

## Цитати
|                                                            | Найкращі середньовічні трактати з логіки написані граматистами, і нема сумніву в тому, що в 21 столітті найкращі трактати з лінгвістики напишуть програмісти. |
| — Комп'ютерна лінгвістика для всіх: Міфи. Алгоритми. Мова. | |